# Amtsgericht Delmenhorst

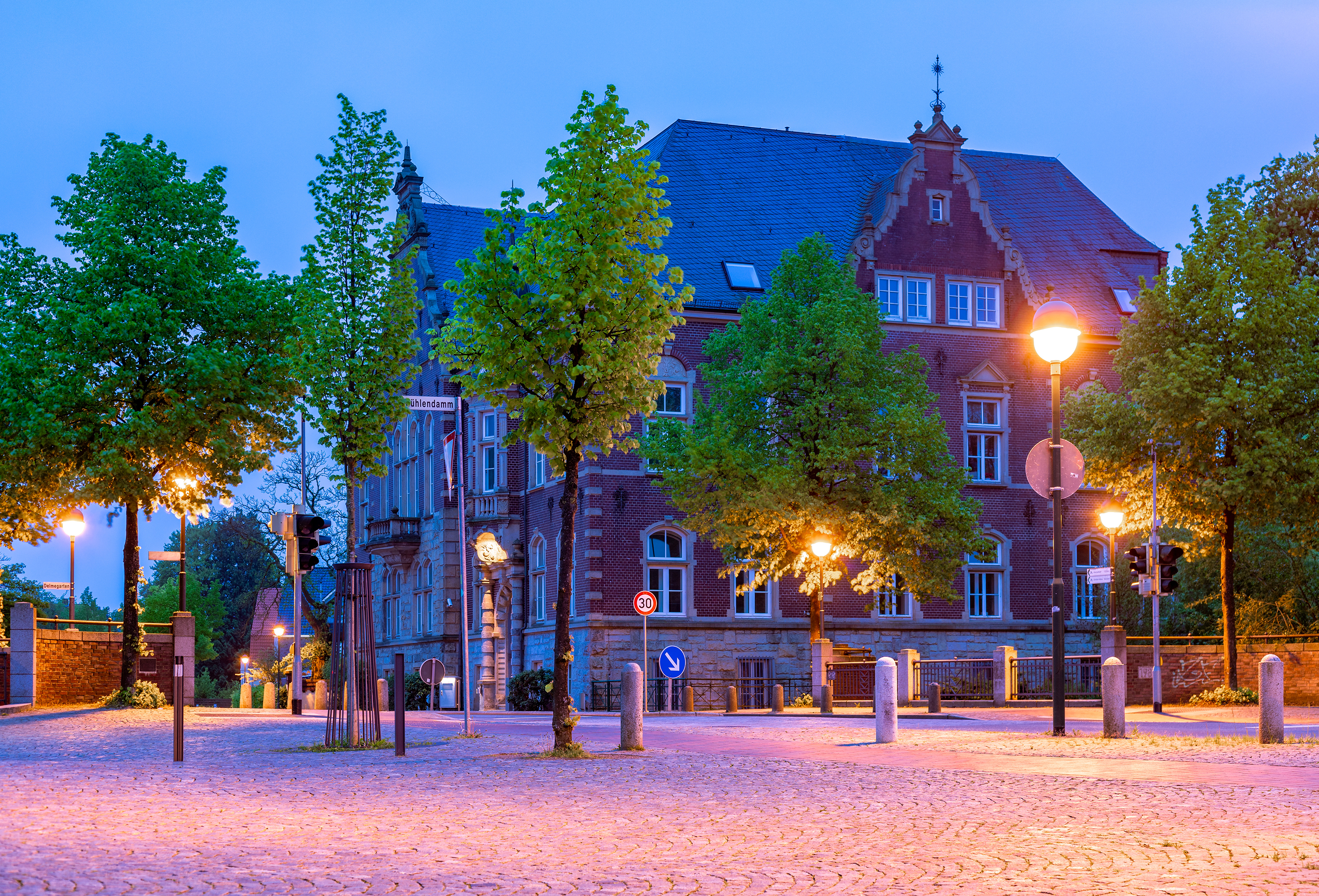
Amtsgericht Delmenhorst am frühen Morgen

Das Amtsgericht Delmenhorst, in Delmenhorst, Bismarckstraße 110, ist ein deutsches Gericht der ordentlichen Gerichtsbarkeit.
Das Bauwerk ist ein Baudenkmal in Delmenhorst.

## Gerichtsbezirk
Der Gerichtsbezirk umfasst die Stadt Delmenhorst und das Gebiet der Gemeinde Ganderkesee. Im Gerichtsbezirk leben etwa 110.000 Bürger, zugelassen sind etwa 90 Rechtsanwälte, 4 Rechtsbeistände und 24 Notare.

## Sachliche Zuständigkeit
Mit der Ausnahme des gerichtlichen Mahnwesens, für das das Amtsgericht Uelzen als zentrales Mahngericht zuständig ist, und Registersachen, für die als Registergericht das Amtsgericht Oldenburg zuständig ist, umfasst die sachliche Zuständigkeit alle den Amtsgerichten zugewiesenen Angelegenheiten. Das Amtsgericht besitzt als Insolvenzgericht eine Sonderzuständigkeit im Bezirk des Amtsgerichtes Wildeshausen und ist insofern bei Insolvenzsachen auch zuständig in der Stadt Wildeshausen sowie den Gemeinden Dötlingen, Großenkneten und Harpstedt.

## Übergeordnete Gerichte
Dem Amtsgericht Delmenhorst sind das Landgericht Oldenburg und das Oberlandesgericht Oldenburg übergeordnet.

## Organisation
An dem Amtsgericht sind zehn Richter, 14 Rechtspfleger sowie sechs Gerichtsvollzieher und insgesamt etwa 80 Personen beschäftigt.

## Geschichte
Delmenhorst ist als Sitz der Grafen von Oldenburg-Delmenhorst seit langem Sitz eines Gerichtes. Die Grafen verliehen der Stadt zwar 1371 das Bremer Stadtrecht, gleichwohl lässt sich eine Niedergerichtsbarkeit urkundlich erst ab 1577 nachweisen. Die Grafen hatten sich bei der Verleihung des Stadtrechts die Gerichtsbarkeit vorbehalten. Diese Niedergerichtsbarkeit wurde 1699 an die Stadt übertragen. Das Amtsgericht geht auf den gräflichen Vogt zurück, der später durch die Justizkanzlei ersetzt wurde. 1653 wurde aus der Kanzlei das Landgericht Delmenhorst gebildet.
Nach der Annexion durch Frankreich wurden die bisherigen oldenburgischen Gerichte aufgelöst und 1811 die Gerichtsorganisation der Hanseatischen Departements geschaffen. In Delmenhorst entstand das Friedensgericht Delmenhorst, das dem Tribunal erster Instanz Oldenburg nachgeordnet war. Nach der Völkerschlacht bei Leipzig brach die französische Herrschaft zusammen. Das Großherzogtum Oldenburg bildete 1814 das Amt Delmenhorst als Verwaltungsbezirk, der auch Gericht erster Instanz und damit Nachfolger des Friedensgerichtes war. Diesem war in der Gerichtsorganisation im Großherzogtum Oldenburg das neu errichtete Landgericht Delmenhorst übergeordnet.
Mit dem Gesetz betreffend die Gerichtsverfassung für das Herzogtum Oldenburg vom 29. August 1857 wurden die Landgerichte aufgelöst und drei Obergerichte gebildet. Delmenhorst war damit nur noch Standort eines Gerichtes erster Instanz. Dies war weiterhin das Amt Delmenhorst, jedoch wurde Rechtsprechung und Verwaltung personell getrennt.  Nun war das Obergericht Oldenburg die übergeordnete Instanz. Mit dem Inkrafttreten der Reichsjustizgesetze wurde die Gerichtsorganisation 1879 neu geordnet und das Amtsgericht Delmenhorst gebildet.
Ab 1870 mussten außerhalb des eigentlichen Gerichtsgebäudes Wohnungen angemietet werden, um den Gerichtsbetrieb aufrechtzuerhalten. Das heutige Gerichtsgebäude wurde durch das Gericht um 1900 bezogen. Das Gebäude war ursprünglich für drei Richter konzipiert, erwies sich aber trotz Ausbau des Dachgeschosses als zu klein. Seit den 1950er Jahren ist zwar ein Ausbau geplant, aber bislang nicht umgesetzt. Heute werden zusätzliche Räumlichkeiten für das Gericht in dem Helmut-Lange-Haus in der Cramerstraße 183 genutzt.
Die jüngere Geschichte des Gerichtsbezirkes ist durch die Kreisreformen des 20. Jahrhunderts geprägt. Zum 1. Mai 1973 verlor das Gericht in Delmenhorst die örtliche Zuständigkeit für Stuhr an das Amtsgericht Syke. Vom 1. Januar 1983 bis 31. März 1991 vergrößerte sich der Gerichtsbezirk um das Gemeindegebiet von Harpstedt. Nachdem der Sitz des Landkreises Oldenburg von der Stadt Oldenburg in die Stadt Wildeshausen verlegt worden war, kam es zur Errichtung des Amtsgerichtes Wildeshausen. Das Amtsgericht Delmenhorst sollte nach der ursprünglichen gesetzlichen Regelung von seinem Gerichtsbezirk alle Gemeinden des Landkreises Oldenburg abgeben und in der Folge stark verkleinert werden und örtlich nur noch für die Stadt Delmenhorst zuständig sein. Gegen das Vorhaben wandten sich Bürgerinitiativen. Nachdem die CDU-Regierung durch eine rot-grüne Regierung unter Gerhard Schröder abgelöst wurde, kam es zu Änderungen an dem umstrittenen Plan: Zwar verlor Delmenhorst Harpstedt an Wildeshausen, blieb aber weiterhin zuständig für Ganderkesee.